# 埃利奥特·斯皮齐里
埃利奥特·斯皮齐里（Eliot Spizzirri，2001年12月23日—），美国男子网球运动员。2019年美国网球公开赛青少年男子双打冠军。
斯皮齐里的双胞胎兄弟尼克（Nick）是宾夕法尼亚大学的全美一队壁球运动员，在2019年世界青少年壁球锦标赛上获得第11名。

## 网球生涯
他在得克薩斯大學奧斯汀分校打过大学网球，在2023年和2024年，他是ITA国家年度最佳球员，自1981年ITA排名创办以来，只有四名大学网球运动员两次成为排名第一的单打选手。 在2023年，他也是ITA年度最佳成年组球员（ITA Senior Player）。这两年他依靠排名使他有资格参加ATP和ITA联合创办加速器计划，旨在加速美国大学系统球员的职业发展道路。
2023年10月，斯皮齐里利在ITA男子全美网球锦标赛（ITA Men's All-American Championships）上夺得单打冠军，成为德克萨斯州第三位获得该赛事单打冠军的选手。斯皮齐里是四次ITA全美双打冠军和三次ITA全美单打冠军。
2021年，斯皮齐里在伊利诺伊州迪凯特赢得ITF巡回赛单打冠军，并在伊利诺伊州尚佩恩与本·谢尔顿夺得ITF巡回赛双打冠军。
在2021年美国网球公开赛他收获了单打资格赛外卡以及双打正赛外卡，在2023年美国网球公开赛再次收获双打正赛外卡。他在2024年名人堂网球公开赛收获单打外卡并在首轮击败涂辰立，收获了他的首场ATP巡回赛单打胜利，在2024年美国网球公开赛他通过资格赛进入单打正赛，这是他首次亮相大满贯单打正赛。首轮输给同胞亚历克斯·米切尔森。

## ATP挑战赛决赛

### 双打: 1 (1 冠军)
| 结果 | 胜-负 | 日期      | 巡回赛               | 级别   | 场地 | 搭档       | 对手                            | 比分             |
| ---- | ----- | --------- | -------------------- | ------ | ---- | ---------- | ------------------------------- | ---------------- |
| 胜   | 1–0   | 2023年7月 | 列克星敦挑战赛, 美国 | 挑战赛 | 硬地 | Tyler Zink | George Goldhoff 瓦西尔·基尔科夫 | 4–6, 6–3, [10–8] |

## 青少年大满贯决赛

### 双打: 1 (1 冠军)
| 结果 | 日期 | 巡回赛         | 场地 | 搭档       | 对手                               | 比分          |
| ---- | ---- | -------------- | ---- | ---------- | ---------------------------------- | ------------- |
| 胜   | 2019 | 美国网球公开赛 | 硬地 | Tyler Zink | Andrew Paulson Alexander Zgirovsky | 7–6(7–4), 6–4 |